# 红茎黄芩
红茎黄芩（学名：Scutellaria yunnanensis）为唇形科黄芩属下的一个种。种加词 yunnanensis 意为“云南的”。